# Ћурловац
Ћурловац је насељено место у саставу општине Велико Тројство, Бјеловарско-билогорска жупанија, Република Хрватска.

## Историја
До територијалне реорганизације у Хрватској, налазио се у саставу старе општине Бјеловар.

## Становништво
На попису становништва 2011. године, Ћурловац је имао 261 становника.

## Попис1991.
На попису становништва 1991. године, насељено место Ћурловац је имало 276 становника, следећег националног састава:
| Попис 1991.‍ | Попис 1991.‍ | Попис 1991.‍ | Попис 1991.‍ | Попис 1991.‍ |
| ----------- | ----------- | ----------- | ----------- | ----------- |
|             |             |             |             |             |
| Хрвати      | Хрвати      |             | 266         | 96,37%      |
| Срби        | Срби        |             | 6           | 2,17%       |
| Југословени | Југословени |             | 2           | 0,72%       |
| Чеси        | Чеси        |             | 1           | 0,36%       |
| непознато   | непознато   |             | 1           | 0,36%       |
| укупно: 276 |             |             |             |             |